# Village des Bories

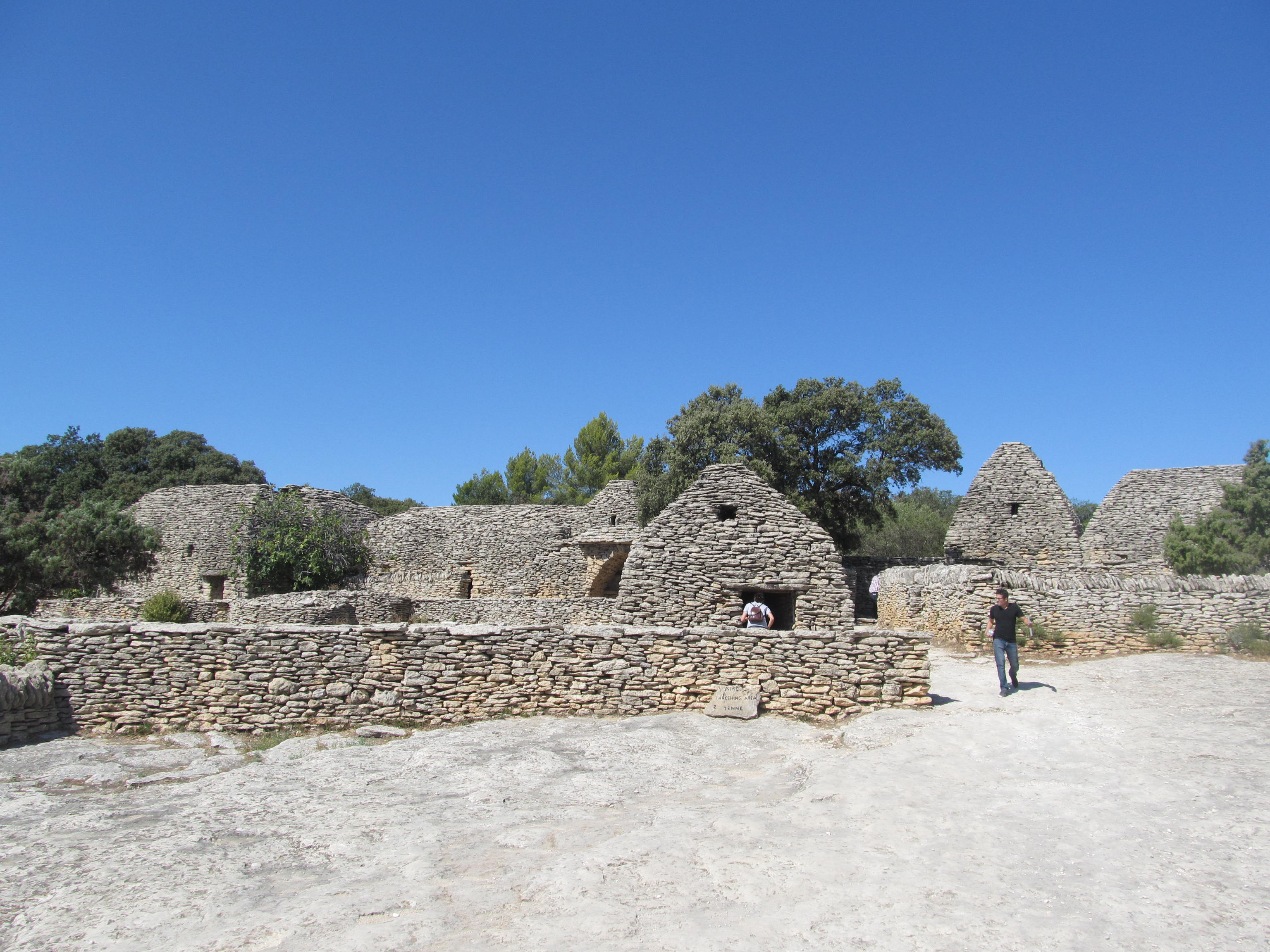
Celkový pohled

Village des Bories je skanzen domů z nasucho kladených kamenů 2 km západně od francouzského města Gordes v Provence v departementu Vaucluse.

## Historie
Provensálské pojmenování "Borie" pro tento typ domů vzniklo až v 18. století. Alternativní název je "galské chaty". Na mapě z roku 1809 je místo nazváno osada Savourninů. Do 70. let 20. století se osadě říkalo jen chýše, současný název jí dal její objevitel Pierre Viala, který ji v letech 1969–1976 rekonstruoval do současné podoby. 

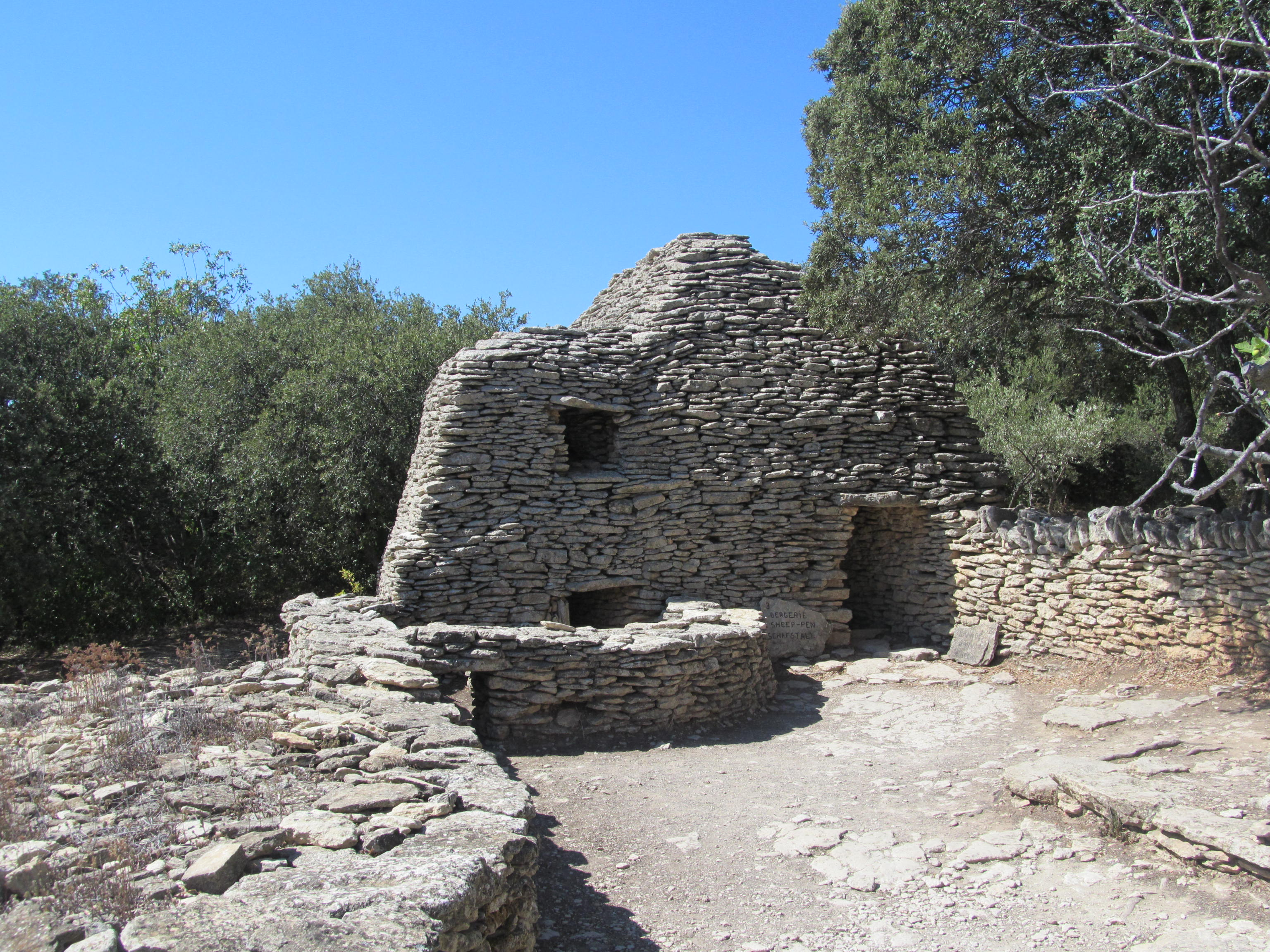
Dům s ovčínem

 Nyní je majetkem města Gordes. Vesnice byla patrně založena po roce 1766, kdy vyšlo královské nařízení o zúrodňování půdy v Provence. Dokládá to i fakt, že během restaurátorských prací byly v chatách a v jejich okolí nalezeny zbytky keramiky příznačné pro oblast Aptu v 18. a 19. století. Osada byla opuštěna někdy začátkem 19. století.

## Popis
Skanzen tvoří skupina 28 kamenných domů stavěných bez použití malty. Jsou postaveny z 10–15 cm silných desek z místního vápence. Jsou zde obytné i hospodářské budovy, které se stavebně dělí do 5 kategorií. Kromě obydlí jsou ve skanzenu zastoupeny ovčín, lis na víno, zásobní nádrž, chlévy pro kozy a prasata, pec, sýpka, úložné prostory. V jedné z budov je muzeum s příklady analogických staveb z jiných oblastí světa. Dokazuje se v něm, že tento typ domů vznikal už v pravěku, v době bronzové.

## Galerie

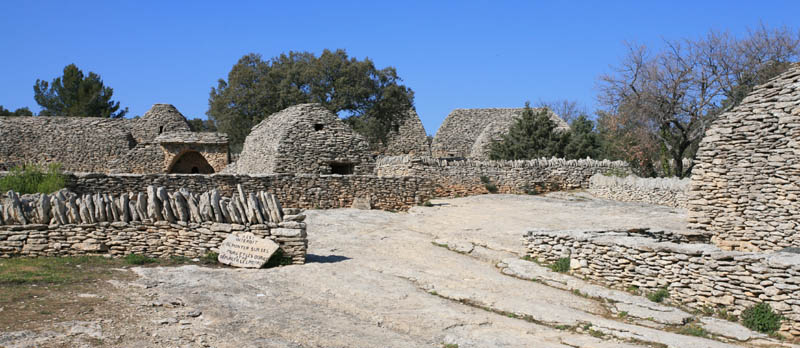
Celkový pohled
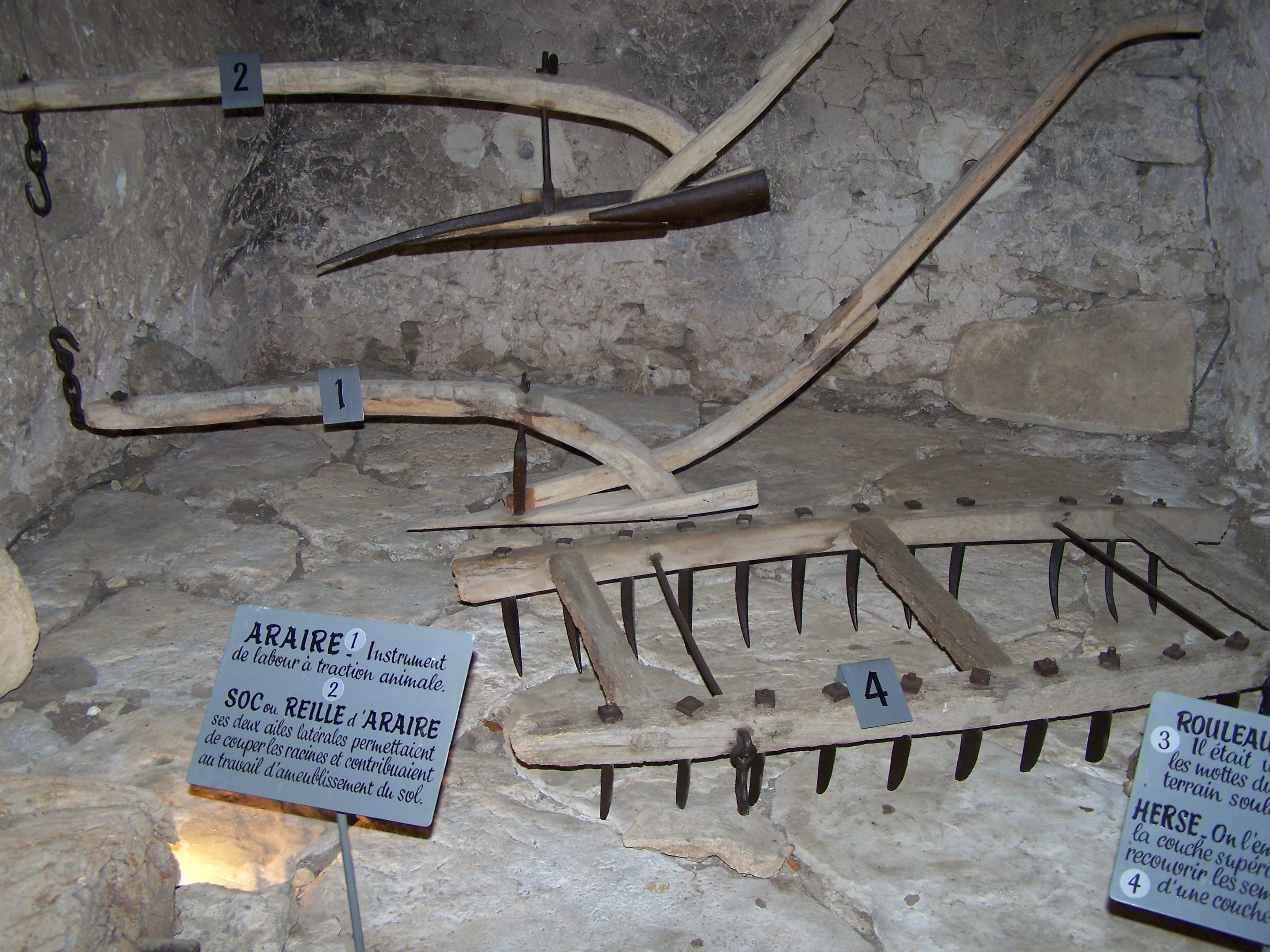
Zemědělské nářadí uvnitř chaty
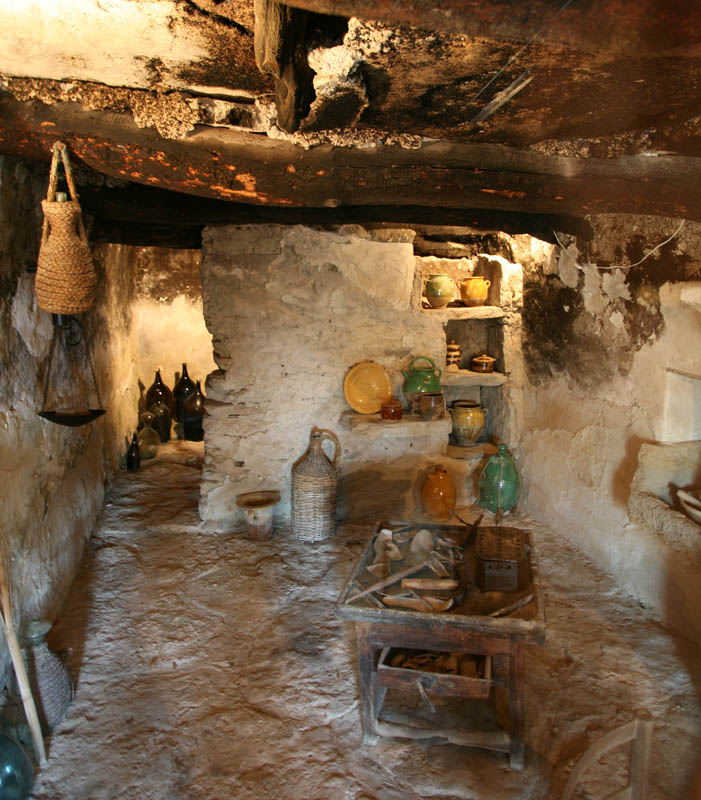
Interiér jedné z chat
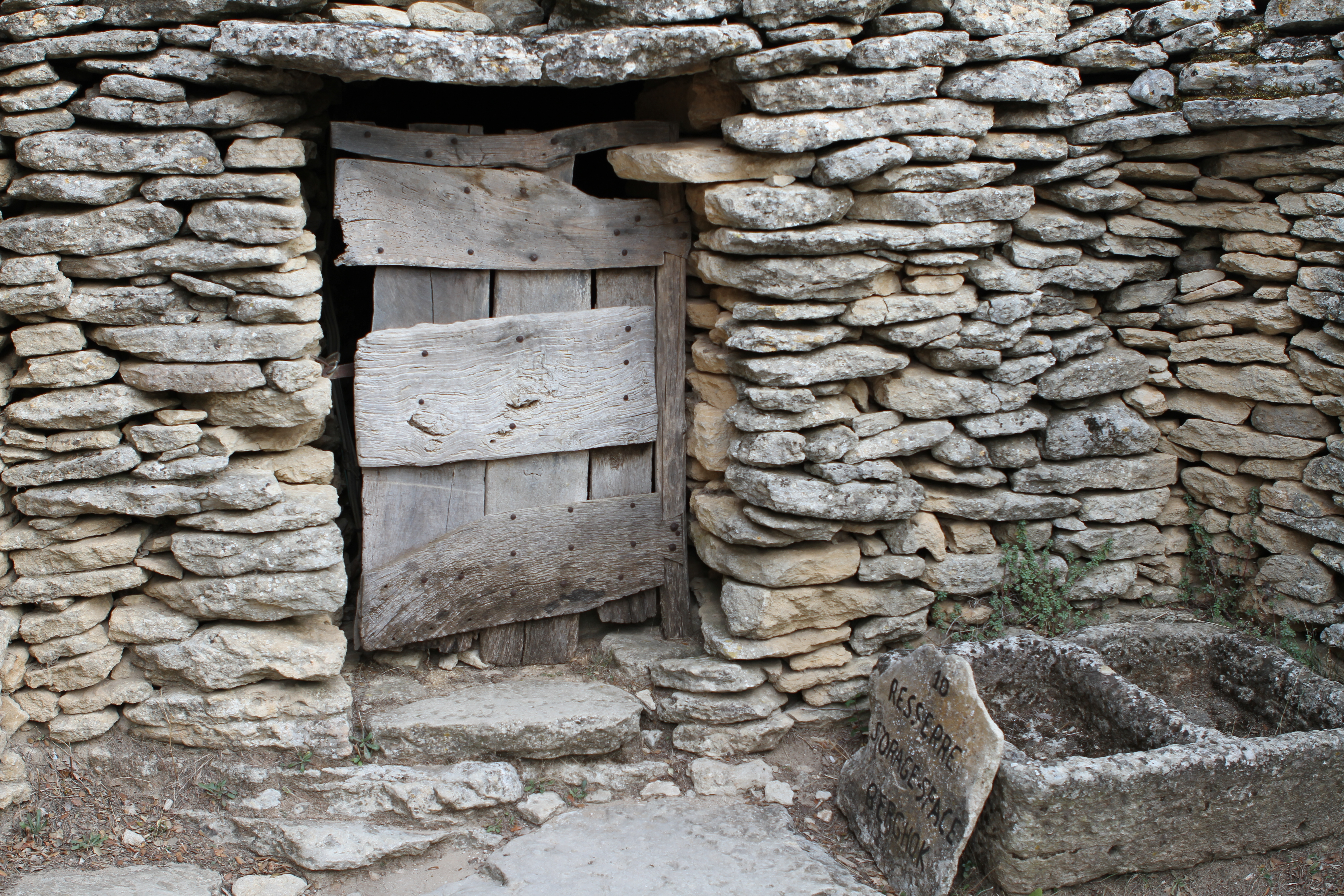
Vchod do chléva
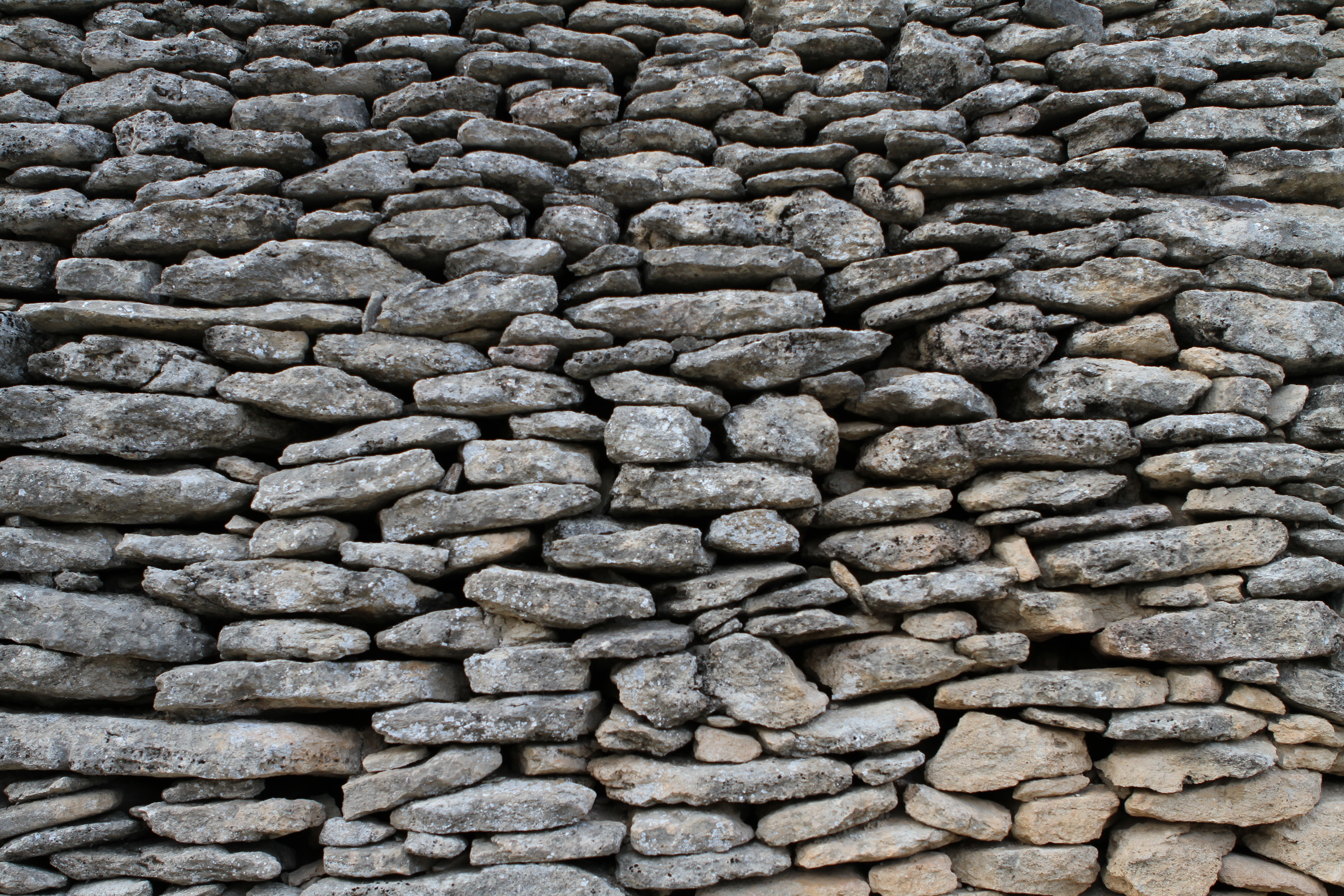
Struktura zdiva
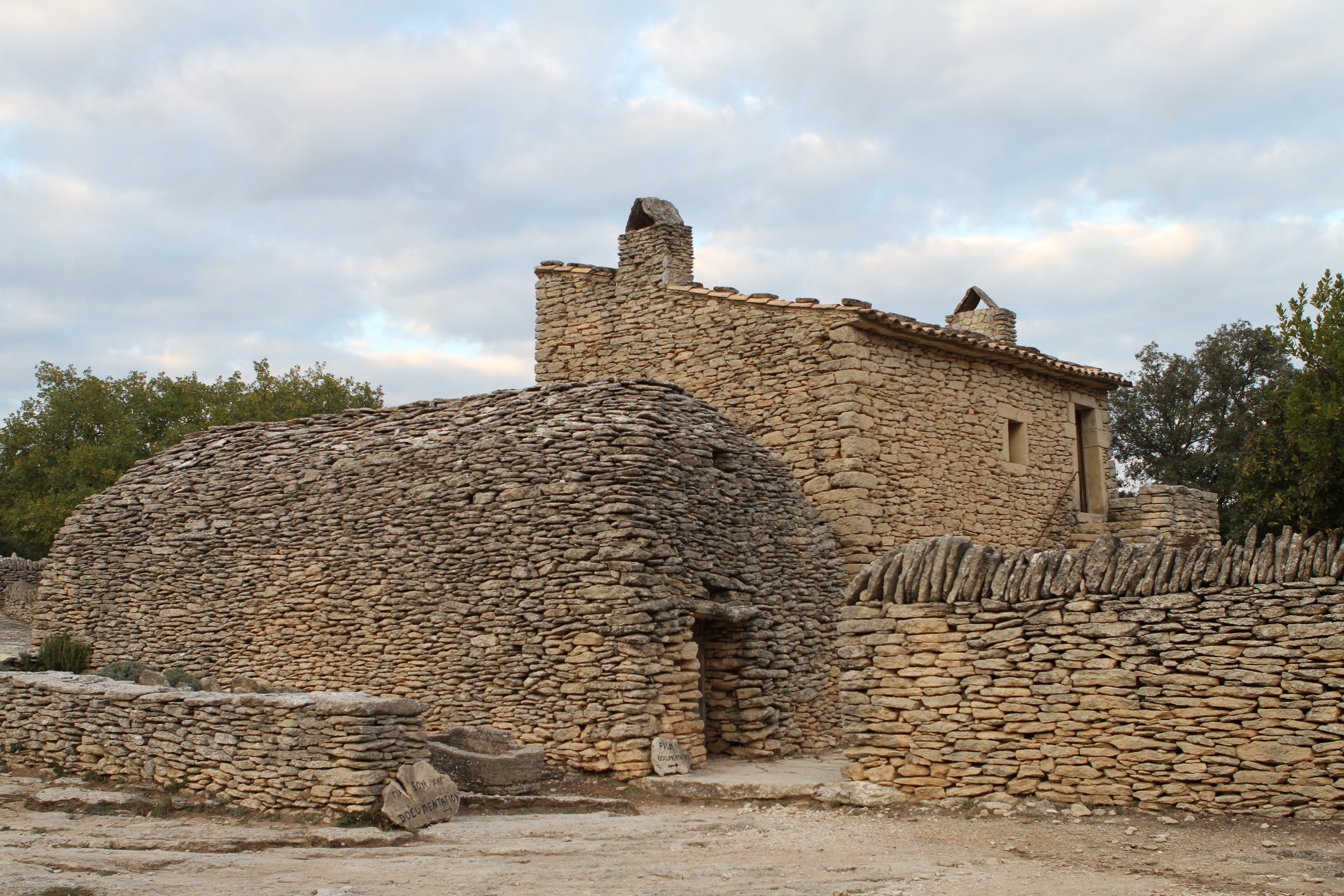
Budova muzea